# 加斯頓堡 (阿拉巴馬州)
加斯頓堡（英語：Gastonburg）是位於美國阿拉巴馬州威爾科克斯縣的一個非建制地區。該地的面積和人口皆未知。

## 地理
加斯頓堡的座標為32°12′26″N 87°26′14″W / 32.20722°N 87.43722°W，而該地的平均海拔高度為67米（即220英尺）。